# Jean Harisson Marcelin
Pour les articles homonymes, voir Marcelin.
Jean Harisson Marcelin, né le 12 février 2000 au Port à La Réunion, est un footballeur international malgache qui évolue au poste de défenseur central au Rapid Vienne.

## Biographie

### En club
Né au Port sur l'île de La Réunion, Jean Harisson Marcelin est formé à la Jeanne d'Arc, le club de sa ville natale puis il poursuit sa formation en métropole, à l'AJ Auxerre à partir de 2011. En février 2018, il signe son premier contrat professionnel avec l'AJA.
Alors qu'il est notamment suivi par le Milan AC lors du mercato d'hiver 2020, il s'engage le 30 janvier 2020 avec l'AS Monaco pour un contrat courant jusqu'en juin 2024.
Le 11 septembre 2020, Harisson Marcelin est prêté pour une saison au Cercle Bruges KSV, club partenaire de l'AS Monaco.
Il joue son premier match en première division belge le 21 septembre 2020, lors de la réception du K Saint-Trond VV (victoire 3-0). Marcelin inscrit son premier but pour le Cercle Bruges lors d'une rencontre de championnat le 17 octobre 2020, lors de la réception du KAA La Gantoise (victoire 5-2).
Le 23 août 2022, Marcelin est de nouveau prêté au Cercle Bruges KSV pour une saison.
Libéré de sa dernière année de contrat par l'AS Monaco, il s'engage le 13 juillet 2023 aux Girondins de Bordeaux pour quatre ans.
Marcelin joue son premier match pour Bordeaux le 7 août 2023, lors de la première journée de la saison 2023-2024 de Ligue 2, face au Pau FC. Il est titularisé et son équipe est battue par trois buts à zéro. Il se blesse aux ischios jambiers après deux matchs joués et est absent des terrains pour plusieurs mois.
Le 13 juillet 2023 il s'engage librement aux girondins de bordeaux évoluant en ligue 2 et quitte le club au bout d'une saison avec la relégation des girondins en National 2. Il s'engage librement par la suite au Beitar Jérusalem.

### En sélection
Avec les moins de 19 ans, il inscrit un but lors d'un match amical contre l'Arménie en octobre 2018. Jean Harisson Marcelin participe ensuite au championnat d'Europe des moins de 19 ans en 2019. Lors de cette compétition organisée en Arménie, il joue deux matchs, dont un comme titulaire. Les jeunes français sont éliminés en demi-finale, s'inclinant aux tirs au but face à l'Espagne.

## Statistiques
| Saison                | Club                     | Championnat           | Championnat | Championnat | Coupe nationale | Coupe nationale | Coupe de la Ligue | Coupe de la Ligue | Compétition(s) continentale(s) | Compétition(s) continentale(s) | Compétition(s) continentale(s) | Total | Total |
| Saison                | Club                     | Division              | M.          | B.          | M.              | B.              | M.                | B.                | Comp.                          | M.                             | B.                             | M.    | B.    |
| 2018-2019             | AJ Auxerre               | Ligue 2               | 5           | 0           | 1               | 0               | 2                 | 1                 | -                              | -                              | -                              | 8     | 1     |
| 2019-2020             | AJ Auxerre               | Ligue 2               | 16          | 0           | -               | -               | 1                 | 0                 | -                              | -                              | -                              | 17    | 0     |
| Sous-total            | Sous-total               | Sous-total            | 21          | 0           | 1               | 0               | 3                 | 1                 | -                              | -                              | -                              | 25    | 1     |
| 2019-2020             | AS Monaco FC             | Ligue 1               | -           | -           | -               | -               | -                 | -                 | -                              | -                              | -                              | 0     | 0     |
| 2021-2022             | AS Monaco FC             | Ligue 1               | -           | -           | -               | -               | -                 | -                 | C1+C3                          | -                              | -                              | 0     | 0     |
| Sous-total            | Sous-total               | Sous-total            | -           | -           | -               | -               | -                 | -                 | -                              | -                              | -                              | 0     | 0     |
| 2020-2021             | Cercle Bruges KSV (prêt) | Division 1A           | 20          | 1           | 2               | 1               | -                 | -                 | -                              | -                              | -                              | 22    | 2     |
| 2022-2023             | Cercle Bruges KSV (prêt) | Division 1A           | -           | -           | -               | -               | -                 | -                 | -                              | -                              | -                              | 0     | 0     |
| Sous-total            | Sous-total               | Sous-total            | 20          | 1           | 2               | 1               | -                 | -                 | -                              | -                              | -                              | 22    | 2     |
| 2023-2024             | Girondins de Bordeaux    | Ligue 2               | 6           | 0           | 4               | 0               | -                 | -                 | -                              | -                              | -                              | 10    | 0     |
| Total sur la carrière | Total sur la carrière    | Total sur la carrière | 47          | 1           | 7               | 1               | 3                 | 1                 | -                              | -                              | -                              | 57    | 3     |